# Habitatge a la plaça del Rector Ferrer, 3 (Olot)
L'habitatge a la Plaça del Rector Ferrer, 3 d'Olot (Garrotxa) és un gran casal amb tres façanes destacables que donen a la Plaça del Rector Ferrer, al carrer de l'Amargura i al de Sant Rafael. Té planta rectangular i teulat a dues aigües. Disposa de planta baixa i tres pisos: el primer i el segon tenen balcons amb dues portes d'accés i estan sostinguts per mènsules decorades amb fullatges. Destaquen els frisos que corren sota els balcons esmentats i de l'antiga cornisa (també sostinguda per mènsules). Aquests frisos van ser decorats amb flors i fulles. El tercer pis va ser afegit posteriorment i coronat amb una cornisa sostinguda per grans mènsules amb caps de lleons.
Durant la segona meitat del segle xix a Olot continuen les vicissituds bèl·liques i polítiques; malgrat tot, a la comarca es va generar un fort nucli industrial. Arquitectònicament es van arraconant els elements neoclàssics per donar pas a unes formes més eclèctiques i historicistes. És el moment dels grans projectes de la Plaça de Clarà i del Passeig de Barcelona. La vila s'amplia pels sectors de l'Horta del Carme i Sant Roc i s'edifica en els carrers de Sant Rafael, Mulleres, al Firal i a la Plaça Palau.|